# Trophée du meilleur joueur de la Major League Soccer
Le prix Landon Donovan du meilleur joueur (en anglais Landon Donovan MVP Award) désigne la récompense remise annuellement au meilleur joueur de Major League Soccer. De 1996 à 2007, le trophée est commandité par Honda et de 2008 à 2014, par Volkswagen. Il tient son nom de l'ancien joueur américain Landon Donovan depuis janvier 2015.

## Palmarès
Une liste de trois joueurs nommés est révélée quelques jours avant l'annonce du gagnant.
| Saison | Joueur                     | Club                                 | Autres finalistes                                                           |
| ------ | -------------------------- | ------------------------------------ | --------------------------------------------------------------------------- |
| 1996   | Carlos Valderrama          | Mutiny de Tampa Bay                  | Roy Lassiter, Preki                                                         |
| 1997   | Preki                      | Wizards de Kansas City               | Marco Etcheverry, Carlos Valderrama                                         |
| 1998   | Marco Etcheverry           | D.C. United                          | Cobi Jones, Piotr Nowak                                                     |
| 1999   | Jason Kreis                | Burn de Dallas                       | Marco Etcheverry, Jaime Moreno                                              |
| 2000   | Tony Meola                 | Wizards de Kansas City               | Mamadou Diallo, Clint Mathis                                                |
| 2001   | Alex Pineda Chacón         | Fusion de Miami                      | Jeff Agoos, Diego Serna                                                     |
| 2002   | Carlos Ruíz                | Galaxy de Los Angeles                | Mark Chung, Taylor Twellman                                                 |
| 2003   | Preki                      | Wizards de Kansas City               | Ante Razov, John Spencer                                                    |
| 2004   | Amado Guevara              | MetroStars                           | Joe Cannon, Jaime Moreno                                                    |
| 2005   | Taylor Twellman            | Revolution de la Nouvelle-Angleterre | Dwayne De Rosario, Jaime Moreno                                             |
| 2006   | Christian Gómez            | D.C. United                          | Jeff Cunningham, Dwayne De Rosario                                          |
| 2007   | Luciano Emilio             | D.C. United                          | Juan Pablo Ángel, Cuauhtémoc Blanco                                         |
| 2008   | Guillermo Barros Schelotto | Crew de Columbus                     | Landon Donovan, Cuauhtémoc Blanco                                           |
| 2009   | Landon Donovan             | Galaxy de Los Angeles                | Shalrie Joseph, Jeff Cunningham                                             |
| 2010   | David Ferreira             | FC Dallas                            | Edson Buddle, Chris Wondolowski                                             |
| 2011   | Dwayne De Rosario          | D.C. United                          | Brad Davis, Brek Shea                                                       |
| 2012   | Chris Wondolowski          | Earthquakes de San José              | Thierry Henry, Graham Zusi                                                  |
| 2013   | Mike Magee                 | Fire de Chicago                      | Robbie Keane, Marco Di Vaio                                                 |
| 2014   | Robbie Keane               | Galaxy de Los Angeles                | Obafemi Martins, Lee Nguyen, Bradley Wright-Phillips                        |
| 2015   | Sebastian Giovinco         | Toronto FC                           | Kei Kamara, Benny Feilhaber                                                 |
| 2016   | David Villa                | New York City FC                     | Bradley Wright-Phillips, Sacha Kljestan, Sebastian Giovinco, Ignacio Piatti |
| 2017   | Diego Valeri               | Timbers de Portland                  | David Villa, Nemanja Nikolić                                                |
| 2018   | Josef Martínez             | Atlanta United                       | Miguel Almirón, Zlatan Ibrahimović                                          |
| 2019   | Carlos Vela                | Los Angeles FC                       | Zlatan Ibrahimović, Josef Martínez                                          |
| 2020   | Alejandro Pozuelo          | Toronto FC                           | Andre Blake, Nicolás Lodeiro, Jordan Morris, Diego Rossi                    |
| 2021   | Carles Gil                 | Revolution de la Nouvelle-Angleterre | Hany Mukhtar, João Paulo, Dániel Sallói, Valentín Castellanos               |
| 2022   | Hany Mukhtar               | Nashville SC                         | Sebastián Driussi, Andre Blake                                              |
| 2023   | Luciano Acosta             | FC Cincinnati                        | Thiago Almada, Denis Bouanga                                                |
| 2024   | Lionel Messi               | Inter Miami CF                       | Cucho Hernández, Evander                                                    |